# Khan Uul

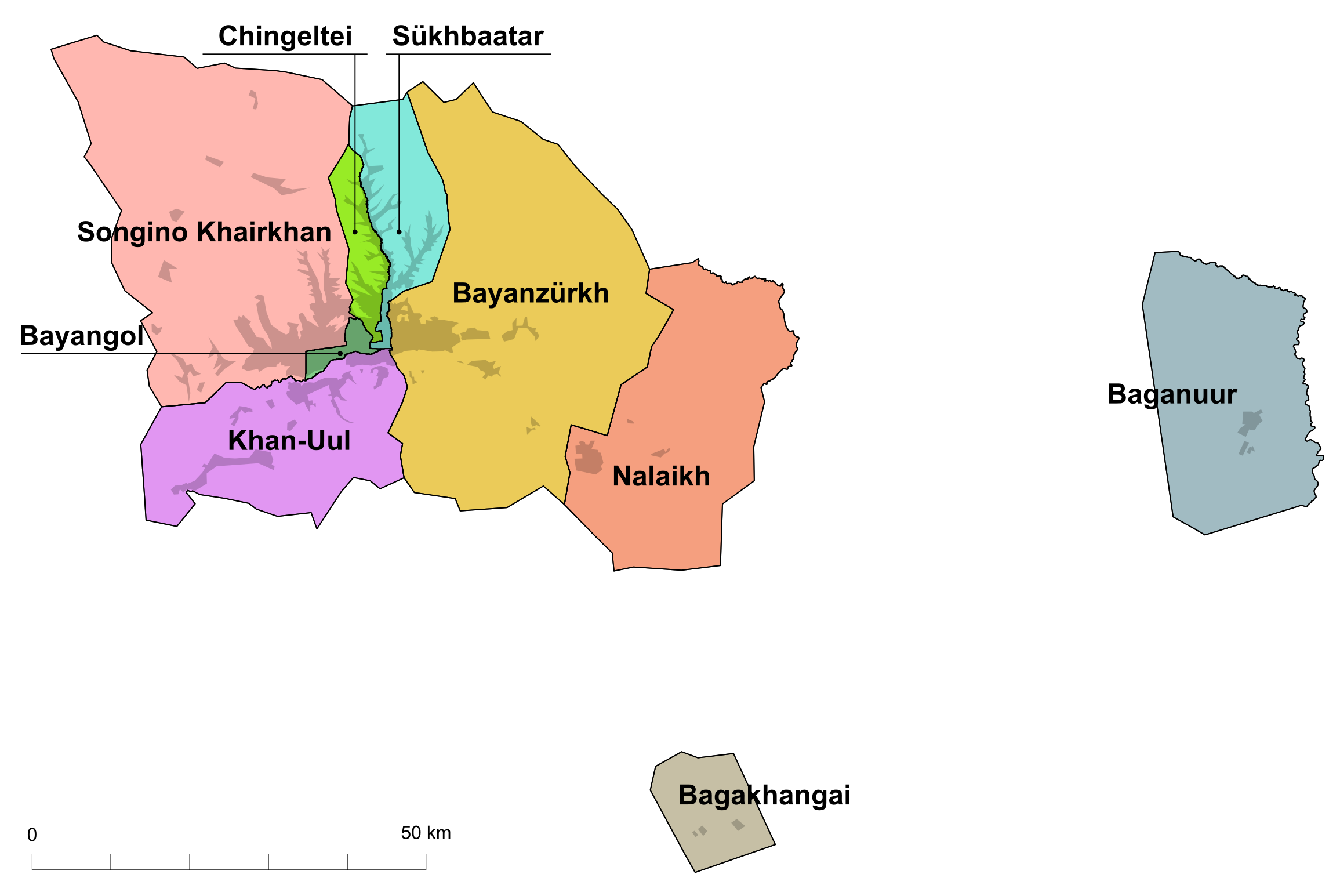
Bản đồ hành chính Ulan Bator

Khan Uul (tiếng Mông Cổ: Хан-Уул, khan mountain) là một trong chín Düüreg (quận) tại thủ đô Ulaanbaatar, Mông Cổ. Khan Uul được chia thành 14 Khoroo (phường). Khu vực có diện tích 484,7 km² và dân số đầu năm 2009 đạt 98.815 người.
Khan Uul nằm tại phía nam thủ đô, thuộc chân núi Bogd Khan Uul, một trong bốn ngọn núi thiêng quanh thủ đô.